# Nikita Bersénev
Nikita Bersénev (en ruso: Никита Берсенев; 25 de marzo de 2000) es un deportista ruso que compite en ciclismo en las modalidades de pista y ruta.
Ganó una medalla de oro en el Campeonato Europeo de Ciclismo en Pista de 2020, en la prueba de persecución por equipos. En los Juegos Europeos de Minsk 2019 obtuvo una medalla de oro en la misma prueba.

## Medallero internacional
| Juegos Europeos    | Juegos Europeos     | Juegos Europeos | Juegos Europeos         |
| Año                | Lugar               | Medalla         | Competición             |
| ------------------ | ------------------- | --------------- | ----------------------- |
| 2019               | Minsk (Bielorrusia) | Medalla de oro  | Persecución por equipos |
| Campeonato Europeo |                     |                 |                         |
| Año                | Lugar               | Medalla         | Competición             |
| 2020               | Plovdiv (Bulgaria)  | Medalla de oro  | Persecución por equipos |